# 레이먼드 로위
레이먼드 로위(Raymond Loewy, 1893년 11월 5일 ~ 1986년 7월 14일)는 프랑스계 미국인 산업 디자이너이다. 타임지에는 1949년 10월 31일 커버를 장식하였다.
파리에서 출생하여 그 곳에서 학창시절을 보냈으며 제1차 세계대전에 참전하였다. 1919년에 미국으로 건너가 귀화하면서 처음으로 잡지의 일러스트레이터로 세상에 알려지기 시작하였다.
1929년 게스테트너 등사기의 디자인을 시발로 하여 공업 디자인 분야에 진출하게 되었고 그 후에는 디자인의 모든 분야에서 활약을 하였기 때문에 디자인의 마술사라고까지 부르게 되었다. 그의 대표적인 작품으로는 펜실베이니아 철도의 유선형 기관차, 샤즈 로박 냉장고, 럭키스트라이크 담배포장, 코카콜라의 병 등이 가장 많이 알려진 디자인이다.
도윈 티그의 뒤를 이어 공업 디자이너 협회의 회장으로 있으면서 그의 사무소에서 우수한 디자이너를 많이 두어 국제적으로 폭넓은 활약을 하고 있으며 그의 자서전 <입술연지에서 기관차까지>가 있다.
1980년 87세의 나이로 은퇴하여 자신이 원래 살던 프랑스로 되돌아왔다. 1986년 몬테카를로에서 사망하였다.

## 같이 보기
- 노먼 벨 게디스